# 1977
1977 (MCMLXXVII) var ett normalår som började en lördag i den gregorianska kalendern.

## Händelser

### Januari
- 1 januari – Den svenska medbestämmandelagen (MBL) träder i kraft.
- 7 januari – I Tjeckoslovakien publiceras Charta 77 i Prag, ett dokument som skall sätta tryck på tjeckoslovakiska regeringen att respektera Helsingforsavtalet om de mänskliga rättigheterna [1].
- 8 januari – 7 personer omkommer och 37 skadas när tre bomber detonerar i Moskva, Sovjetunionen. Attentaten kopplas till en armenisk separatistgrupp.
- 10 januari – Den borgerliga svenska regeringen lägger fram sin första budget med ett rekordstort underskott på 17,5 miljarder SEK [2].
- 15 januari – Ett svenskt inrikesflygplan på väg till Bromma flygplats havererar på en parkeringsplats i Kälvesta utanför Spånga. Alla 22 ombord omkommer, däribland svenska bordtennislandslagets rikstränare Hans Alsér [3].
- 17 januari – Gary Gilmore avrättas genom arkebusering i Utah efter ett tio år långt uppehåll för dödsstraff i USA.
- 20 januari – Den amerikanske presidenten Jimmy Carter avlägger presidenteden. Walter Mondale blir också samtidigt USA:s nye vicepresident.
- 27 januari – Svenska flickan Dagmar Hagelin, 17 år, kidnappas och skottskadas av argentinsk säkerhetspolis i Buenos Aires.[4].

### Februari
- 18 februari – Den första flygningen med en rymdfärja genomförs då Enterprise gör sitt första landningstest.
- 25 februari – Vid en brand i Hotell Rossija i Moskva omkommer 42 personer [5].

### Mars

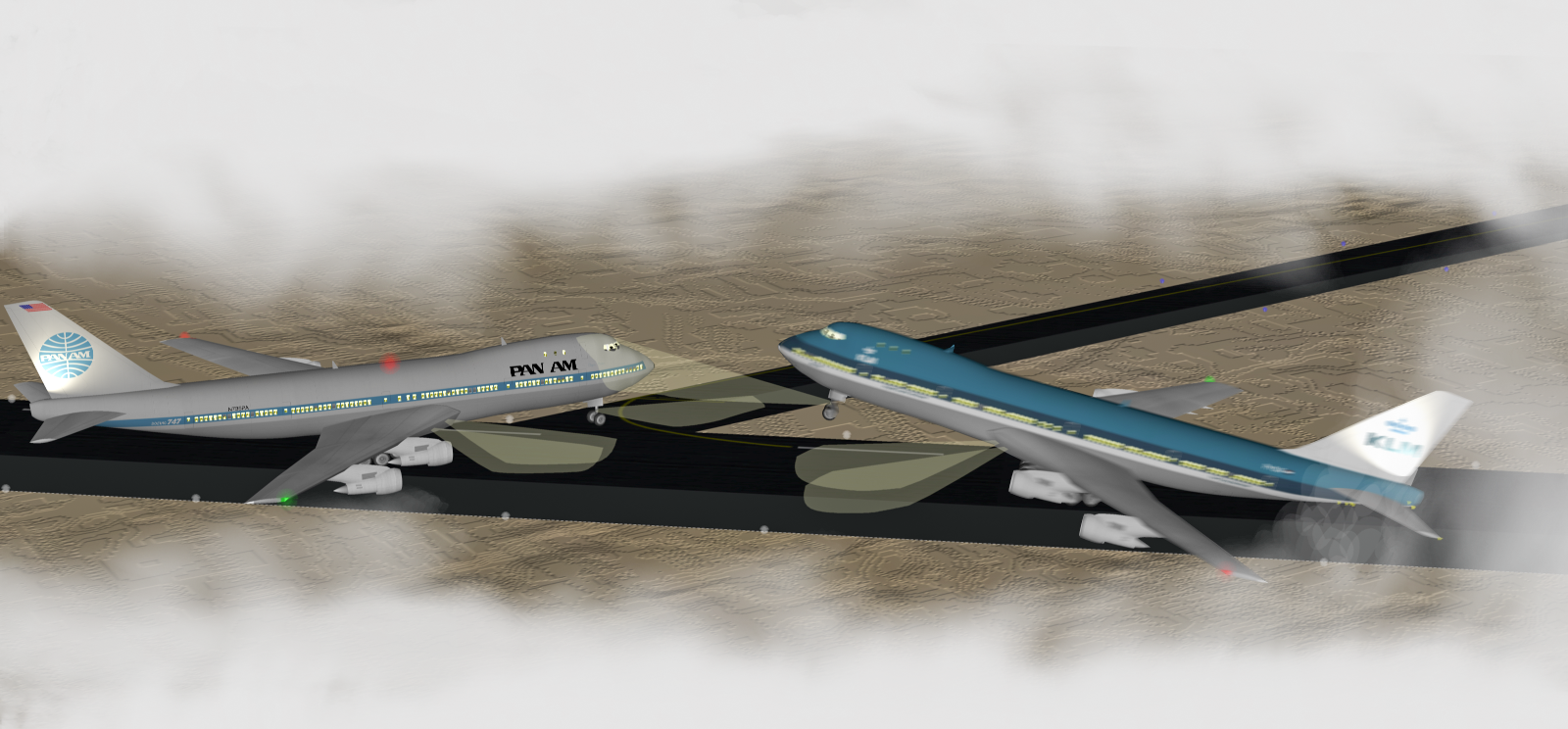
Flygolyckan på Teneriffa.

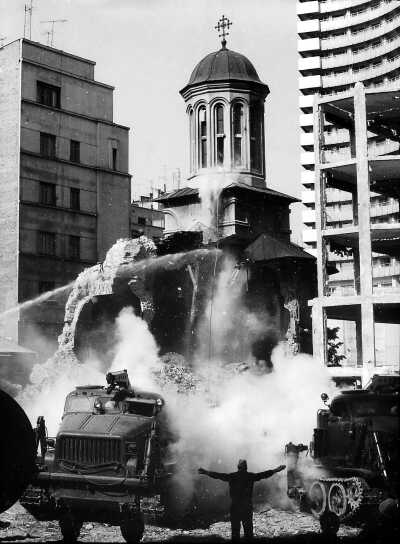
Jordbävningen i Vrancea.

- 4 mars – Omkring 1 700 personer omkommer och 11 400 skadas vid en jordbävning i Vrancea, Rumänien.
- 6 mars – Kung Carl XVI Gustaf blir den förste svenske kungen som deltar i Vasaloppet. Under namnet Carl Bernadotte slutar han på 5 708:e plats [6].
- 7 mars – En högskolereform i Sverige innebär bland annat att högskoleprovet införs och att universitet börjar räknas som högskola.
- 15 mars – Fyra personer dör vid en brand på restaurang Monte Carlo i Stockholm [1].
- 20 mars – Indiens premiärminister Indira Gandhi tvingas avgå efter elva år, då Kongresspartiet lidit ett valnederlag [3].
- 26 mars – Utbrytare ur VPK bildar under ledning av riksdagsman Rolf Hagel APK [2]). Falangen får också med sig Norrskensflammans chefredaktör Alf Lövenborg [4].
- 27 mars
  - Två Boeing 747 kolliderar på startbanan på den spanska ön Teneriffa och åstadkommer världens dittills värsta flygkatastrof med 583 omkomna [1].
  - Brynäs IF vinner svenska mästerskapet i ishockey.
- Mars – Vasaloppet får över 10 000 deltagare för första gången.

### April
- 1 april – Danmark, Norge och Sverige devalverar sina valutor. Den svenska kronan devalveras sex procent [7].
- 4 april – 30 personer i en västtysk terrorliga med kopplingar till Röda armé-fraktionen grips av svensk polis, misstänkta för att ha planerat att kidnappa förra svenska statsrådet Anna-Greta Leijon [3].
- 9 april – Svenska popgruppen Abba:s singel Dancing Queen toppar Billboardlistan i USA [8].
- 14 april – Sveriges riksdag antar villkorslagen, som säger att företag som producerar kärnkraft skall kunna uppvisa upparbetningsavtal för använt kärnbränsle eller garantera helt säker slutförvaring av kärnbränslet [4].
- 22 april – En norsk oljeplattform i Nordsjön drabbas av blowout, och cirka 4 000 ton olja per dygn sprutar ut.[9][10].
- 30 april – Läckan vid den norska oljeplattformen i Nordsjön stoppas [10].

### Maj

Science fiction-filmen Stjärnornas krig har premiär, och blir en av de populäraste filmerna i filmhistorien.

- 1 maj – Tältprojektet, i vilket ett sextiotal medverkande skall turnera och spela upp den svenska arbetarklassens historia i ett cirkustält, har premiär [2] i Göteborg. Projektet är de fria teatergruppernas och den alternativa svenska musikrörelsens största manifestation, med deltagare från bland andra band som Nynningen, Musikteatergruppen Oktober och Nationalteatern [4].
- 9 maj – Hotel Polen i Amsterdam brinner och 33 personer, varav 17 svenskar, omkommer.[5]
- 14 maj – En person med huva i Milano skjuter under en vänsterdemonstration ihjäl polisman Antonio Custra. Det hela fotograferas och bilden[11] kommer med i många av världens tidningar.
- 18 maj – Den svenska riksdagen godkänner regeringens krispaket med momshöjning på 3 % och devalvering på 6 % [2].
- 23 maj – Sydmoluckanska terrorister tar 110 personer som gisslan på en skola i byn Bovensmilde i nordöstra Nederländerna, samtidigt som flera terrorister kapar ett tåg i den närliggande byn Glimmen och tar ytterligare 50 personer som gisslan. Båda gisslandramerna varar i 20 dagar, tills militären ingriper den 11 juni. 2 personer ur gisslan och 6 terrorister dödas under fritagningen.
- 25 maj – Science fiction-filmen Stjärnornas krig har premiär, och blir en av de populäraste filmerna i filmhistorien.
- 27 maj
  - Sverige antar lag om fem veckors semester [2].
  - 66 personer omkommer då ett sovjetiskt passagerarflygplan störtar utanför Havanna [5].
- 28 maj – Minst 160 personer omkommer vid en nattklubbsbrand i USA [5].

### Juni

Djibouti självständigt.

- 14 juni – Det svenska textilföretaget Algots i Borås går i konkurs [3]. Svenska staten tar över och 100 anställda sägs upp [1].
- 15 juni – För första gången på 41 år hålls allmänna val i Spanien; demokratiska centerunionen (UCD) med premiärminister Adolfo Suárez som ledare blir vinnare [3].
- 18–19 juni – Bråk och slagsmål utbryter i Södertälje mellan assyrier/syrianer och raggare [2].
- 19 juni – Iraniern Ali Shariati, som deltar i oppositionen mot den iranska kungamakten, mördas i ett attentat i Storbritannien.
- 22 juni – För att rädda vad som återstår av den svenska varvsindustrin bildas statliga Svenska Varv AB [2] bestående av Götaverken, Uddevallavarvet och Karlskronavarvet [4].
- 26 juni – 42 personer döda i en fängelsebrand i Colombia [5].
- 27 juni – Djibouti blir självständigt från Frankrike.

### Juli
- 1 juli

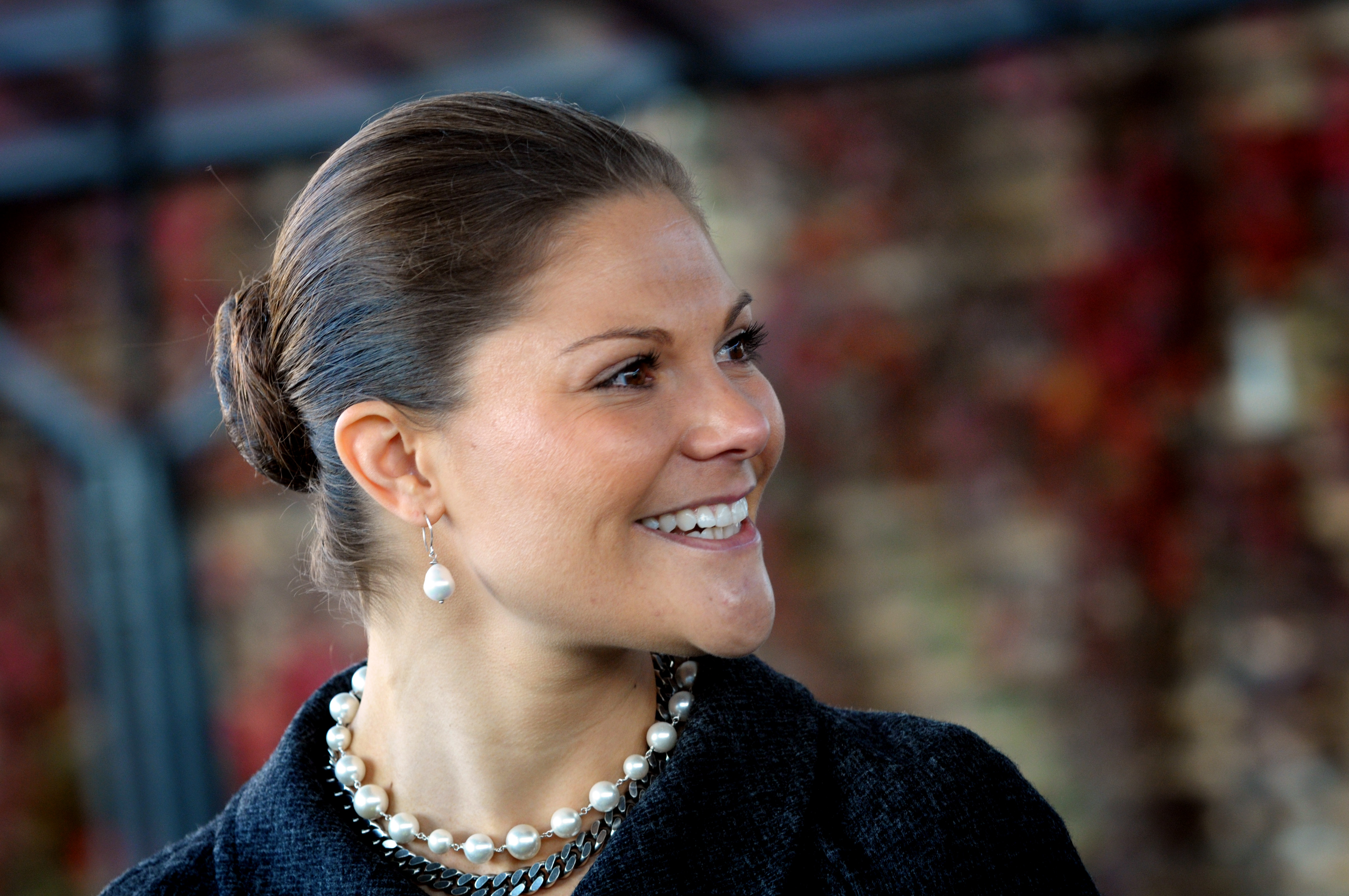
Kronprinsessan Victoria föds.

  - Den syrianska idrottsklubben Syrianska FC bildas i Sverige.
  - Sverige delas in i sex olika högskoleregioner (Stockholm, Uppsala, Linköping, Lund/Malmö, Göteborg och Umeå).
  - All försäljning av mellanöl i svenska livsmedelsbutiker upphör efter beslut i Sveriges riksdag [3], på grund av det tilltagande svenska ungdomsfylleriet [2].
- 5 juli – Militärkupp i Pakistan.
- 13 juli – Den svenske flygkaptenen Carl Gustaf von Rosen dödas vid ett gerillaöverfall mot en by under hjälparbete i Etiopien, där förnödenheter flygs in [4].
- 14 juli – Sveriges drottning Silvia föder en dotter som får namnet Victoria [3]. Hon väger vid födseln 3 250gram, och är 50 centimeter lång [4].
- 22 juli – Mao Zedongs änka och tre andra ledande kommunister, "de fyras gäng", utesluts ur Kinas kommunistiska parti medan Deng Xiaoping återupprättas [3].
- 30 juli – Vänsterextrema terroristerna Susanne Albrecht,[12] Brigitte Mohnhaupt och en tredje person mördar Jürgen Ponto,[13] ordförande för Dresdner Bank i Oberursel, Västtyskland.

### Augusti
- 16 augusti – Elvis Presley dör.

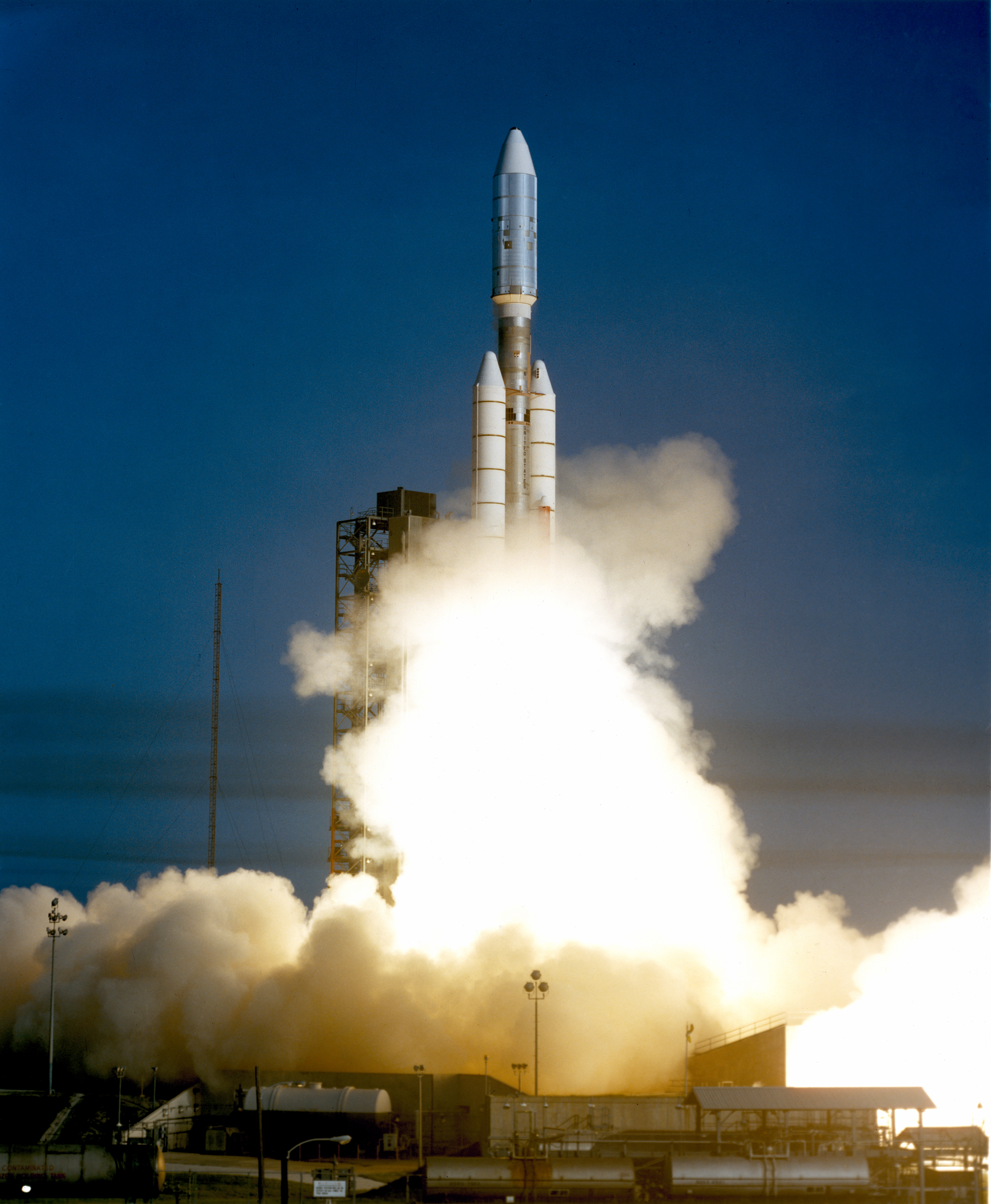
Voyagerprogrammet.

- 20 augusti – Den obemannade rymdsonden Voyager 2 skickas upp i rymden av NASA, några dagar före Voyager 1.
- 26 augusti
  - I den största svenska miljöskandalen dittills påträffas 75 tunnor gift nedgrävda hos danskägda BT Kemis fabriksområde i Teckomatorp i Skåne [3].
  - Provinsen Québec i Kanada inför Charte de la langue française, en lag som bland annat inskränker möjligheten att gå i allmän engelskspråkig skola på primär- och sekundärstadiet.
- 29 augusti – Den svenska kronan devalveras med tio procent[2].

### September
- 1 september – 140 tunnor med giftigt avfall i hög koncentration grävs upp på BT Kemis fabriksområde i Teckomatorp, Sverige [10].
- 5 september
  - Den obemannade rymdsonden Voyager 1 skickas upp i rymden av NASA, några dagar efter Voyager 2.
  - Den tyska Röda arméfraktionen kidnappar Hanns-Martin Schleyer på öppen gata i Köln [3].
- 10 september
  - 15 000 personer deltar i en demonstration mot Barsebäcks kärnkraftverk [2].
  - Den tunisiskfödde Hamida Djandoubi avrättas i Marseille för ett brutalt tortyrmord och blir den siste att avrättas genom giljotin i Frankrike.
- 30 september – Sveriges regering mottar 88 000 danska namnunderskrifter som kräver att Sverige stänger Barsebäcks kärnkraftverk [4].
- September – Sveriges första kvinnliga utrikesminister Karin Söder markerar sitt stöd för neutralitetspolitiken men tonar ner de aktiva delarna av utrikespolitiken.

### Oktober
- 1 oktober

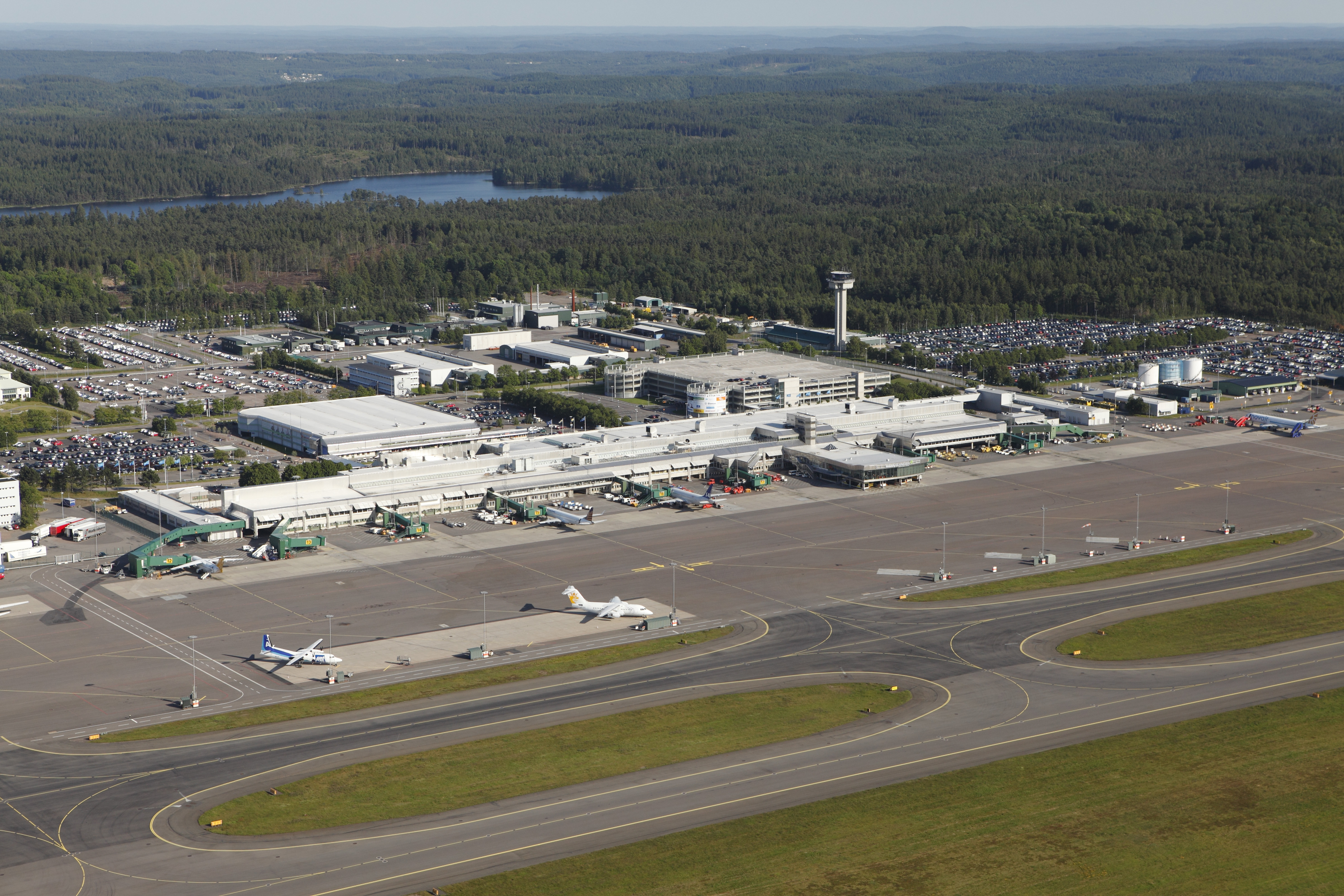
Göteborg-Landvetter Airport invigs.

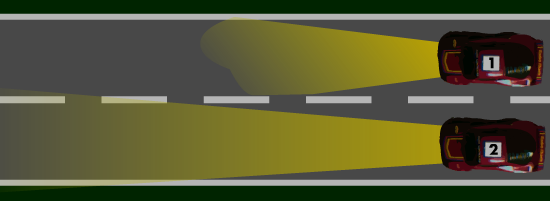
Sverige tänder halvljuset även på dagen.

Lufthansa Flight 181.

  - Storflygplatsen Landvetter utanför Göteborg invigs och ersätter Torslanda flygfält [3].
  - Halvljus på bilar blir obligatoriskt i Sverige – även på dagen [1].
- 13 oktober – Lufthansa Flight 181, på väg från Palma de Mallorca till Frankfurt, kapas av medlemmar ur Folkfronten för Palestinas befrielse. Efter att ha landat på Mogadishus flygplats i Somalia fem dygn senare stormas planet av västtyska styrkor som fritar samtliga 86 passagerare. Tre av fyra kapare samt piloten dödas.
- 14 oktober – sångaren och skådespelaren Bing Crosby avlider i Madrid, Spanien.
- 18 oktober – Under natten begår Röda armé-fraktionens fängslade ledare Andreas Baader, Gudrun Ensslin och Jan-Carl Raspe gemensamt självmord.
- 20 oktober – Företaget BT Kemi i Teckomatorp, som tillverkar bekämpningsmedel, upphör med sin verksamhet efter beslut i Sveriges regering. Företaget har tidigare dömts att betala 1,25 miljoner SEK i skadestånd till en trädgårdsmästare. 75 nedgrävda tunnor med giftigt innehåll hittas på företagets område [4].
- 21 oktober – Kvinnokulturfestivalen startar på dåvarande gamla Riksdagshuset i Stockholm.
- 26 oktober – Den sovjetiska tankern Tsesis går på grund och läcker ut olja i Stockholms skärgård [1] söder om Nynäshamn. Genom räddningsaktion kan 1 400 ton olja tas upp [10].

### November
- 8 november – Den svenska stålindustrin är i kris och struktureras om när halvstatliga Svenskt Stål AB bildas [3] med 18 000 anställda [1].
- 18 november – Dagens Nyheter pekar i en stort uppslagen artikel ut tidigare justitieministern Lennart Geijer (s) som tidigare bordellkund hos "bordellmamman" Doris Hopp och Geijeraffären tar sin början.
- 19 november
  - I ett tal i det israeliska Knesset förklarar Anwar Sadat att Egypten är redo att förhandla om ett fredsavtal.
  - Cykloner över östra Indien kräver 15 000 människoliv [14].

- 20 november – 123 personer omkommer då ett portugisiskt passagerarflygplan störtar över Madeira [5].
- 23 november
  - 12 personer omkommer då en norsk helikopter på väg till en oljeplattform störtar [5].
  - 3 personer omkommer och ett 30-tal skadas då ett snälltåg kör in i ett stillastående växellok norr om Västerås, Sverige [5].

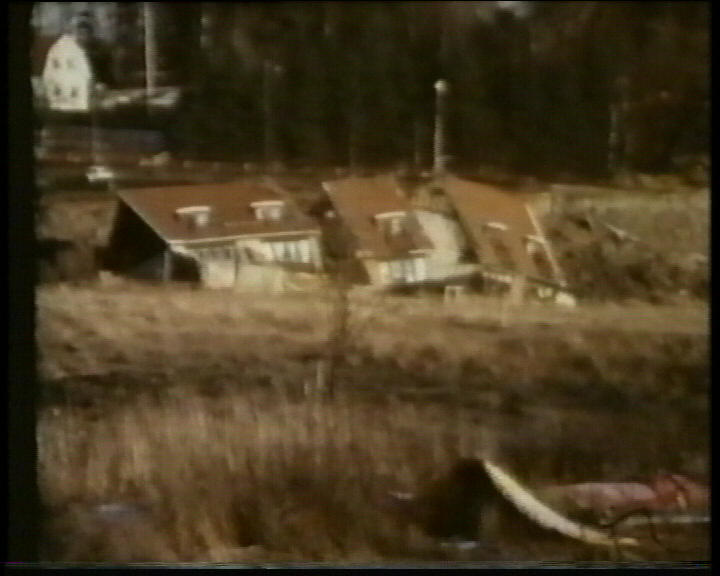
Tuveraset.

- 30 november – Villaområdet Tuve på Hisingen drabbas av ett jordskred [3] som gör 436 personer hemlösa när ett 27 hektar stort område glider ner mot Kvillebäcken och 65 bostäder förstörs. Nio personer omkommer.

### December
- 4 december – 100 personer omkommer då ett kapat malaysiskt passagerarflygplan störtar [5].
- 6 december
  - Den svenska riksdagen förbjuder de spelautomater som kallas enarmade banditer [2].
  - KF-chefen Karl Erik Persson meddelar från riksstämman i Stockholm att över 1 000 olönsamma Konsumbutiker måste bli närbutiker med starkt begränsat sortiment och högre priser [3].
- 10 december – Bertil Ohlin, Sverige, får Sveriges Riksbanks pris i ekonomisk vetenskap till Alfred Nobels minne[2] tillsammans med James Meade, Storbritannien.
- 16 december
  - Finland inför lagen om hushållsarbetstagares arbetsförhållande för husligt anställda, som från den 1 augusti 1978 ersätter den finländska hembiträdeslagen från 7 januari 1949 [15].
  - Två Liberiaregistrerade supertankers kolliderar i dimma utanför Sydafrikas kust, och cirka 25 000 olja läcker ut [10].
- 18 december – 36 personer omkommer och 21 räddas då ett schweiziskt flygplan missar landning på Madeira och hamnar i havet [5].
- 19 december – En lokförare omkommer vid tågkollision på Roslagsbanan i Sverige [5].
- 31 december – Sveriges Radio-TV har bestämt sig för att återinföra traditionen att läsa Nyårsklockan på Skansen på nyårsafton (traditionen har legat nere sedan 1956). Skådespelaren Georg Rydeberg får uppdraget att läsa dikten.

### Okänt datum
- Storbritannien förbjuder MDMA [16].
- Antalet heroinmissbrukare i Sverige uppgår till cirka 2 000, cirka hälften av dem i Stockholm [16].
- Den nya svenska lokalradion är nu fullt utbyggd och ägs av Sveriges Lokalradio AB (LRAB), ett dotterbolag till Sveriges Radio.
- Den allmänna svenska arbetsgivaravgiften sänks.
- En svensk högskolereform införs, varvid "högskola" blir gemensam term för högskolor och universitet. Universitetsfilialerna och lärarhögskolorna blir fristående. Många utbildningar, till exempel sjuksköterskeutbildningar, får högskolestatus.
- Högskolorna i Kalmar, Eskilstuna/Västerås, Växjö och Örebro bildas.
- Svenska forum för kvinnliga forskare och kvinnoforskning bildas.
- AB Electrolux köper upp anrika Husqvarna.
- Sverige blir första land med hälsovarning på cigarettpaketen [2].
- Bror Rexed blir chef för FN:s narkotikakontrollkommission.
- Folkopinionen och ett kommunalt veto sätter stopp för uranbrytning i Ranstad utanför Skövde.
- Lågprisvaruhuskedjan EPA byter namn till Tempo.
- Sveriges riksdag röstar om försvarsbeslutet 1977.
- Revolutionary Association of the Women of Afghanistan grundas i Afghanistan.

## Födda

### Första kvartalet

#### Januari
- 3 januari – Mayumi Iizuka, japansk sångerska.
- 4 januari – Louisa Baïleche, fransk sångerska.
- 13 januari – Orlando Bloom, brittisk skådespelare.
- 14 januari – Narain Karthikeyan, indisk racerförare.
- 17 januari
  - Leigh Whannell, australisk skådespelare
  - Tag Eriksson, svensk skådespelare (pornografisk), modell och författare.
- 19 januari – Jenny Johansson, svensk orienterare.
- 22 januari – Hidetoshi Nakata, japansk fotbollsspelare.
- 27 januari
  - Hasan Cetinkaya, svensk fotbollsspelare
  - Cecilia Schiöld, svensk skådespelare
- 28 januari
  - Alex Kantsjö, svensk komiker och manusförfattare.
  - Takuma Sato, japansk racerförare.

#### Februari
- 2 februari
  - Martin Boquist, svensk handbollsspelare.
  - Shakira, colombiansk kompositör och popsångare.
- 3 februari
  - Petr Sykora, tjeckisk ishockeyspelare.
  - Marek Zidlicky, tjeckisk ishockeyspelare.
- 8 februari – Dave Farrell, amerikansk musiker, basist i Linkin Park.
- 10 februari – Salif Alassane Diao, senegalesisk fotbollsspelare.
- 11 februari – Mike Shinoda, amerikansk musiker, medlem i Linkin Park.
- 15 februari – Brooks Wackerman, amerikansk musiker, trummis i punkbandet Bad Religion.
- 18 februari – Ledina Çelo, albansk musiker.
- 19 februari – Ola Salo, svensk artist, sångare och låtskrivare i The Ark.

#### Mars
- 1 mars – Coralie Simmons, amerikansk vattenpolospelare.
- 2 mars
  - Chris Martin, rocksångare i Coldplay.
  - Heather McComb, amerikansk skådespelare.
- 6 mars
  - Leari, eg. Lars Ljungberg, svensk musiker, basist i The Ark.
  - Bubba Sparxxx, rappare.
- 7 mars – Paul Cattermole, brittisk musiker.
- 8 mars – James Van Der Beek, amerikansk skådespelare.
- 11 mars
  - Nikki Anderson, ungersk fotomodell och skådespelare i pornografisk film.
  - Malin Toverud, svensk skådespelare, filmproducent och manusförfattare.
- 12 mars – Amdy Moustapha Faye, senegalesisk fotbollsspelare.
- 15 mars – Joseph Hahn, amerikansk musiker, medlem i Linkin Park.
- 18 mars – Zdeno Chara, slovakisk ishockeyspelare.
- 21 mars
  - Nassim Al Fakir, svensk programledare, musiker och skådespelare.
  - Sam Troughton, brittisk skådespelare.
- 24 mars – Jessica Chastain, amerikansk skådespelare
- 28 mars – Peter Ijeh, nigeriansk fotbollsspelare, verksam i Sverige.

### Andra kvartalet

#### April
- 2 april – Per Elofsson, svensk längdåkare.
- Michael Fassbender, tysk-irländsk skådespelare
- 5 april – Martin Plüss, schweizisk ishockeyspelare.
- 6 april – Sara Svensson, svensk mördare, inblandad i Knutbydramat.
- 8 april – Therese Sjögran, svensk fotbollsspelare.
- 9 april – Gerard Way, sångare i gruppen My Chemical Romance.
- 11 april – Sara Löfgren, svensk sångare och dokusåpadeltagare.
- 12 april – Tobias Angerer, tysk längdskidåkare.
- 14 april
  - Sarah Michelle Gellar, amerikansk skådespelare.
  - Marie Robertson, svensk skådespelare.
- 16 april – Fredrik Ljungberg, svensk fotbollsspelare.
- 17 april – Frederik Magle, dansk tonsättare
- 23 april
  - Anna Sjöström, svensk fotbollsspelare.
  - John Cena, amerikansk professionell fribrottare, kroppsbyggare, rappare och skådespelare
- 24 april – Eric Balfour, amerikansk skådespelare.
- 25 april – Linda Gyllenberg, finländsk skådespelare.
- 26 april – Tom Welling, amerikansk skådespelare och modell.
- 26 april – Jason Earles, amerikansk skådespelare.
- 28 april – Patrick E Vigren, svensk läkare och politiker, ordförande för Kristdemokratiska Studentförbundet 2003-.
- 30 april – Alexandra Holden, amerikansk skådespelare.

#### Maj
- 2 maj
  - Pernille Holmboe, norsk fotomodell.
  - Kalle Palander, finländsk alpin skidåkare.
- 4 maj – Emily Perkins, kanadensisk skådespelare.
- 9 maj – Markus Oscarsson, svensk kanotist.
- 10 maj – Nick Heidfeld, tysk racerförare.
- 14 maj – Roy Halladay, amerikansk professionell basebollspelare.
- 16 maj
  - Melanie Lynskey, nyzeeländsk skådespelare.
  - Jean-Sebastien Giguere, kanadensisk ishockeyspelare, målvakt.
- 17 maj – Anders Södergren, svensk längdskidåkare.
- 18 maj – Victoria Svensson, svensk fotbollsspelare.
- 19 maj – Manuel Almunia, spansk fotbollsmålvakt.
- 20 maj – Sanna Stén, finländsk roddare.
- 24 maj
  - Jenny Engwall, svensk fotbollsspelare.
  - Cinzia Ragusa, italiensk vattenpolospelare.

#### Juni
- 1 juni – Danielle Harris, amerikansk skådespelare.
- 3 juni
  - Patrik Kristiansson, svensk friidrottare, stavhopp.
  - Kenny Olsson, svensk speedwayförare.
- 5 juni – Liza Weil, amerikansk skådespelare.
- 6 juni – Trude Gundersen, norsk läkare i Bergen, Norge och före detta norsk taekwondoutövare.
- 7 juni – Kristiina Salonen, finländsk socialdemokratisk politiker.
- 8 juni – Kanye West, amerikansk rapartist.
- 11 juni
  - Ryan Dunn, amerikansk skådespelare, känd från Jackass.
  - Dubrilla Ekerlund, svensk skådespelare.
- 12 juni – Zoltan Bajkai, svensk skådespelare.
- 13 juni – Riikka Purra, finländsk politiker.
- 18 juni – Kaja Kallas, estnisk liberal politiker och premiärminister.
- 27 juni – Raúl, spansk fotbollsspelare.

### Tredje kvartalet

#### Juli
- 1 juli
  - Peter Larsson, svensk musiker, medlem i Larz-Kristerz.
  - Jarome Iginla, kanadensisk ishockeyspelare.
  - Liv Tyler, amerikansk skådespelare.
- 7 juli – Niclas Olund, svensk skådespelare.
- 8 juli
  - Sandra Lizé, kanadensisk vattenpolospelare.
  - Milo Ventimiglia, amerikansk skådespelare.
- 13 juli – Ashley Scott, amerikansk skådespelare.
- 14 juli – Victoria, svensk prinsessa, kronprinsessa från 1980.[2]
- 15 juli – Ray Toro, gitarrist i gruppen My Chemical Romance
- 30 juli – Jaime Pressly, amerikansk skådespelare.

#### Augusti
- 1 augusti – Erik Wernquist, svensk regissör och datoranimatör.
- 2 augusti – Edward Furlong, amerikansk skådespelare.
- 12 augusti
  - Jesper Grønkjær, dansk fotbollsspelare.
  - Iva Majoli, kroatisk tennisspelare.
- 17 augusti
  - Thierry Henry, fransk fotbollsspelare.
  - Tarja Turunen, finsk operasångare (symphonic metal).
- 18 augusti – Lukáš Bauer, tjeckisk längdskidåkare.
- 19 augusti
  - Callum Blue, brittisk skådespelare.
  - Will Hurd, amerikansk republikansk politiker.
- 23 augusti – Jared Fogle, amerikansk skådespelare.
- 26 augusti – Therese Alshammar, svensk simmare.
- 27 augusti – Deco, portugisisk fotbollsspelare.
- 28 augusti – Daniel Andersson, svensk fotbollsspelare.
- 29 augusti – Carl Pettersson, svensk golfspelare.
- 30 augusti – Elden Henson, amerikansk skådespelare.
- 31 augusti
  - Nicklas Älgekrans, svensk handbollsspelare.
  - Peter Öberg, svensk skådespelare.

#### September
- 3 september – Olof Mellberg, svensk fotbollsspelare.
- 5 september
  - Pia Lohikoski, finländsk politiker.
  - Sam Stockley, engelsk fotbollsspelare.
- 11 september – Ludacris, amerikansk Rap-artist och skådespelare.
- 14 september – Laura Räty, finländsk samlingspartistisk politiker.
- 15 september – Tom Hardy, brittisk skådespelare.
- 15 september – Clea DuVall, amerikansk skådespelare.
- 19 september
  - Josef Fares, svensk regissör.
  - Emil Sutovsky, israelisk schackspelare.
- 24 september – Linda Thorén, svensk porrskådespelare.
- 27 september – Cristina Stenbeck, svensk-amerikansk affärskvinna.
- 30 september – Audun Lysbakken, norsk politiker.

### Fjärde kvartalet

#### Oktober
- 12 oktober – Bode Miller, amerikansk alpin skidåkare.
- 13 oktober – Fredrik Korutschka, svensk fotbollsspelare för bland annat Jönköpings Södra IF.
- 15 oktober – David Trezeguet, fransk fotbollsspelare.
- 16 oktober – Sebastian Ylvenius, svensk skådespelare.
- 28 oktober – Lauren Woodland, amerikansk skådespelare.
- 29 oktober
  - Brendan Fehr, kanadensisk skådespelare.
  - Johnny Sandin, svensk musiker.

#### November
- 1 november – Carina Berg, svensk programledare.
- 3 november – Aria Giovanni, amerikansk fotomodell, skådespelare och porrstjärna.
- 8 november – Farnaz Arbabi, svensk teaterregissör och dramatiker.
- 10 november – Brittany Murphy, amerikansk skådespelare.
- 11 november – Hans-Christian Thulin, svensk skådespelare.
- 15 november – Bhavik Gandhi, svensk seglare, äventyrare och entreprenör.
- 16 november – Maggie Gyllenhaal, amerikansk skådespelare.
- 20 november – Henrik Dorsin, svensk komiker och skådespelare.
- 21 november – Annie, norsk artist och sångare.
- 22 november
  - Caroline Jönsson, svensk fotbollsspelare, målvakt.
  - Annika Norlin, svensk popartist.
- 24 november – Colin Hanks, amerikansk skådespelare.
- 26 november – Hanna Marklund, svensk fotbollsspelare.

#### December
- 1 december – Brad Delson, amerikansk musiker, gitarrist i Linkin Park.
- 4 december – Nancy Mace, amerikansk politiker.
- 7 december – Dominic Howard, engelsk musiker, trumspelare i gruppen Muse.
- 10 december – Frida Östberg, svensk fotbollsspelare.
- 17 december – Samuel Påhlsson, svensk ishockeyspelare.
- 20 december – Sonja Aldén, svensk artist.
- 21 december – Emmanuel Macron, fransk politiker, Frankrikes president 2017–.
- 23 december – Verneri Pohjola, finländsk jazztrumpetare.
- 25 december – Sandra Huldt, svensk skådespelare.
- 27 december
  - Florence Ekpo-Umoh, tysk friidrottare.
  - Jonathan Hedström, svensk ishockeyspelare.
- 28 december – Derrick Brew, amerikansk friidrottare.
- 30 december – Glory Alozie, spansk friidrottare.
- 31 december – Donald Trump Jr., amerikansk affärsman.

## Avlidna

### Första kvartalet

#### Januari
- 2 januari
  - Erroll Garner, 55, amerikansk jazzmusiker.
  - Ernst Wigforss, 95, svensk socialdemokratisk politiker, finansminister 1925–1926, 1932–1936 och 1936–1949.[2]
- 4 januari – Oscar Törnblom, 69, svensk skådespelare.
- 6 januari – Hugo Stenbeck, 86, svensk affärsadvokat och finansman.
- 9 januari – Heinrich Bleichrodt, 67, tysk ubåtsbefälhavare.
- 12 januari – Henri-Georges Clouzot, 69, fransk regissör, manusförfattare och producent.
- 14 januari
  - Anthony Eden, 79, brittisk konservativ politiker, Storbritanniens premiärminister 1955–1957.
  - Anaïs Nin, 73, fransk-amerikansk författare.
- 15 januari – Hans Alsér, 34, svensk bordtennisspelare, flygolycka.
- 17 januari – Gary Gilmore, 36, amerikansk mördare, avrättad.
- 18 januari – Carl Zuckmayer, 80, tysk författare.
- 20 januari – Carl-Gunnar Wingård, 82, svensk skådespelare och sångare.
- 21 januari – Benjamin T. Laney, 80, amerikansk demokratisk politiker, guvernör i Arkansas 1945–1949.
- 24 januari – Jussi Lappi-Seppälä, 65, finländsk arkitekt.
- 26 januari – Jan-Olof Rydqvist, 47, svensk skådespelare och manusförfattare.
- 29 januari – Freddie Prinze, 22, amerikansk skådespelare.

#### Februari
- 5 februari – Oskar Klein, 82, svensk teoretisk fysiker.
- 19 februari – Maria Schildknecht, 95, svensk skådespelare.
- 27 februari – John Dickson Carr, 70, amerikansk deckarförfattare.

#### Mars
- 5 mars – Tom Pryce, 27, brittisk racerförare.
- 13 mars – Åke Engfeldt, 63, svensk skådespelare.
- 16 mars – Kamal Jumblatt, 59, libanesisk politiker, mördad.
- 18 mars – Carlos Pace, 32, brasiliansk racerförare, flygolycka.
- 22 mars – A.K. Gopalan, 72, indisk politiker.

### Andra kvartalet

#### April
- 5 april – Philip Bard, 78, amerikansk psykolog.
- 7 april – Siegfried Buback, 57, tysk jurist.
- 11 april – Jacques Prévert, 77, fransk poet.
- 14 april – John Gerald Milton, 96, amerikansk demokratisk politiker och advokat, senator 1938.
- 16 april – Gun Adler, 67, svensk skådespelare.
- 21 april – Gummo Marx, 83, amerikansk skådespelare, en av Bröderna Marx.
- 29 april – Per-Hjalmar Bauer, 70, svensk militär.

#### Maj
- 5 maj
  - Ludwig Erhard, 80, tysk politiker, finansminister 1949–1963, förbundskansler 1963–1966.
  - Sonja Åkesson, 51, svensk författare[2].
- 10 maj – Joan Crawford, 73, amerikansk skådespelare.
- 12 maj – Giorgiana Masi, 18, italiensk demonstrant, skjuten under en kvinnodemonstration.

#### Juni
- 3 juni – Roberto Rossellini, 71, italiensk regissör.
- 5 juni – Gunnar Wersén, 60, svensk sångtextförfattare, dramatiker och radioman.
- 8 juni – Gunnar Sjöberg, 68, svensk skådespelare.
- 11 juni – Karl-Axel Forssberg, 72, svensk skådespelare.
- 13 juni – Tom C. Clark, 77, amerikansk demokratisk politiker och domare i USA:s högsta domstol 1949–1967.
- 14 juni – Signe Enwall, 77, svensk skådespelare.
- 16 juni – Wernher von Braun, 65, tysk-amerikansk fysiker och raketkonstruktör.
- 18 juni – Holger Löwenadler, 73, svensk skådespelare.
- 19 juni
  - Carin Lundquist, 66, svensk skådespelare.
  - Ali Shariati, 43, iransk politiskt aktiv religionssociolog, mördad.

### Tredje kvartalet

#### Juli
- 3 juli – Linnéa Hillberg, 86, svensk skådespelare.
- 4 juli – Morgan Andersson, 43, svensk skådespelare.
- 13 juli – Carl Gustaf von Rosen, 67, svensk flygare (dödad under hjälparbete i Etiopien).[4]
- 16 juli – Marianne Schüler, 52, svensk dansare och skådespelare.
- 18 juli – Eliot Noyes, 66, amerikansk arkitekt och formgivare.
- 27 juli – Chris Wahlström, 60, svensk skådespelare.
- 30 juli – Jürgen Ponto, 53, tysk bankchef, mördad.

#### Augusti
- 1 augusti – Gary Powers, 47, amerikansk pilot.
- 16 augusti – Elvis Presley, 42, amerikansk rockartist.[3]
- 19 augusti – Groucho Marx, 86, amerikansk komiker och skådespelare, en del av Bröderna Marx.
- 29 augusti
  - Jean Hagen, 54, amerikansk skådespelare.
  - Edward Sinclair, 63, brittisk skådespelare.

#### September
- 6 september – John Littlewood, 82, brittisk matematiker.
- 12 september – Steve Biko, 30, sydafrikansk antiapartheidaktivist.
- 13 september
  - Klas Engman, 72, svensk konstnär.
  - Kai Rosenberg, 79, dansk kompositör, kapellmästare och musiker.
- 16 september
  - Bengt Andersson, 43, svensk balettdansör.
  - Marc Bolan, 29, brittisk musiker.
  - Maria Callas, 53, grekisk-amerikansk operasångare.

### Fjärde kvartalet

#### Oktober
- 13 oktober – Bengt Lindström, 53, svensk skådespelare.
- 14 oktober – Bing Crosby, 74, amerikansk sångare och skådespelare.
- 18 oktober
  - Andreas Baader, 34, västtysk terrorist, en av ledarna för terroristgruppen Baader-Meinhof-ligan.
  - Gudrun Ensslin, 37, västtysk terrorist, en av ledarna för terroristgruppen Baader-Meinhof-ligan.
  - Jan-Carl Raspe, 33, västtysk terrorist, en av ledarna för terroristgruppen Baader-Meinhof-ligan.
  - Hanns Martin Schleyer, 62, tysk jurist, industriledare, ordförande för arbetsgivarföreningen, mördad[3].
- 20 oktober
  - Ronnie Van Zant, 29, amerikansk musiker, sångare i Lynyrd Skynyrd.
  - Dean Kilpatrick, 28, manager åt Lynyrd Skynyrk.
- 22 oktober – Erik Strandell, 59, svensk skådespelare.
- 25 oktober – Félix Gouin, 93, fransk politiker, ordförande i Frankrikes provisoriska regering 26 januari–24 juni 1946.
- 28 oktober – Bruno Streckenbach, 75, tysk SS-officer.

#### November
- 8 november – Olle Ek, 77, svensk skådespelare.
- 12 november – Ingrid Schubert, 33, medlem av Röda armé-fraktionen.
- 14 november – Ewert Ellman, 53, svensk skådespelare.
- 22 november – Luigi Traglia, 82, italiensk kardinal.

#### December
- 8 december – Manne Grünberger, 65, svensk skådespelare.
- 12 december – Ruth Amundson, 90, svensk sekreterare och politiker (högern).
- 16 december – Yngve Larsson, 96, svensk statsvetare och politiker, ledande borgarråd i Stockholm.
- 18 december – Gustaf Nilsson, 77, svensk politiker.
- 19 december – Jacques Tourneur, 73, fransk filmregissör.
- 21 december – Elsa Ebbesen, 87, svensk skådespelare.
- 25 december – Charlie Chaplin, 88, brittisk skådespelare och regissör[3].
- 26 december – Howard Hawks, 81, amerikansk filmregissör.
- 31 december – Robert Humphreys, 84, amerikansk demokratisk politiker, senator 1956.

## Nobelpris[17]
- Fysik
  - Philip W Anderson, USA
  - Sir Nevill F Mott, Storbritannien
  - John H van Vleck, USA
- Kemi – Ilya Prigogine, Belgien
- Medicin
  - Roger Guillemin, USA
  - Andrew V Schally, USA
  - Rosalyn Yalow, USA
- Litteratur – Vicente Aleixandre, Spanien
- Fred – Amnesty International
- Ekonomi
  - Bertil Ohlin, Sverige
  - James Meade, Storbritannien

### Fotnoter
1. 1 2 3 4 5 6 7  100 år med Aftonbladet – 1977, 1999
2. 1 2 3 4 5 6 7 8 9 10 11 12 13 14 15 16  Hundra år i Sverige – 1977, Hans Dahlberg, Albert Bonniers, 1999
3. 1 2 3 4 5 6 7 8 9 10 11 12 13 14 15 16 17  20:e århundrades När Var Hur – 1977, Bernt Himmelstedt, Forum, 1999
4. 1 2 3 4 5 6 7 8 9 10  Sverige 1900-talet – 1977, NE, Bra Böcker, 2000
5. 1 2 3 4 5 6 7 8 9 10 11  Faktakalendern 1996, Semic, 1995
6. ↑  Horisont 1977, Bertmarks förlag
7. ↑  Faktakalendern 2000 – 1977 (Sverige), 1999
8. ↑  ”ABBA Annual 1977”. Arkiverad från originalet den 23 maj 2013. https://web.archive.org/web/20130523015207/http://www.abbaannual.com/1977.htm. Läst 16 januari 2011.
9. ↑  Svenska Dagbladet, 24 april 1977 ”Tusentals ton olja i havet från norsk borrplattform”
10. 1 2 3 4 5  Faktakalendern 1997, Semic, 1996
11. ↑  ”Im135.imageavenue.com”. http://img135.imagevenue.com/img.php?image=32481_2_122_540lo.jpg.
12. ↑  ”Baader-Meinhof.com”. Arkiverad från originalet den 25 november 2005. https://web.archive.org/web/20051125215217/http://www.baader-meinhof.com/who/terrorists/raf/albrechtsusanne.html.
13. ↑  ”Dresdner-Bank.com”. http://www.dresdner-bank.com/content/03_unternehmen/05_gesellschaftliches_engagement/02_ponto_stiftung/.
14. ↑  Faktakalendern 2006, Semic, 2005
15. ↑  ”Finlex – Lag om hushållsarbetstagares arbetsförhållande”. http://www.finlex.fi/sv/laki/ajantasa/1977/19770951.
16. 1 2  Narkotika
17. ↑  ”Nobelpriset”. https://www.nobelprize.org/prizes/lists/all-nobel-prizes/. Läst 10 april 2011.